# Bahrajn na Letních olympijských hrách 2016
Bahrajn se účastnil Letní olympiády 2016.

## Medailisté
| Medaile | Jméno           | Sport    | Disciplína               |
| ------- | --------------- | -------- | ------------------------ |
| Zlato   | Ruth Jebetová   | Atletika | Ženy 3000 m steeplechase |
| Stříbro | Eunice Kirwaová | Atletika | Ženy marathon            |